# Elecciones generales de Irlanda del Norte de 1969

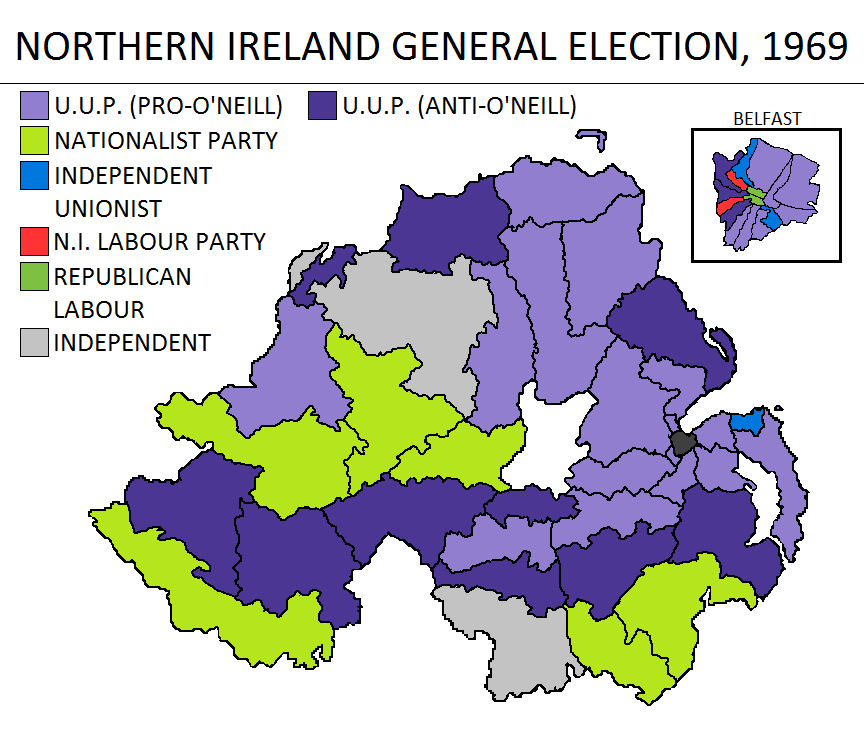
Mapa que muestra el resultado de las elecciones generales de Irlanda del Norte de 1969.

Las elecciones generales de Irlanda del Norte de 1969 se celebraron el 24 de febrero de 1969, con una nueva e incontestable victoria del Partido Unionista del Úlster (PUU) de Terence O'Neill; y, por primera vez los unionistas se presentaron divididos. Asimismo, el movimiento de los católicos irlandeses a favor de los derechos civiles comenzaba a tomar cuerpo y provocará los primeros disturbios y la dimisión de O'Neill.

## Resultados
| Partido                                                     | Líder             | Voto popular | %     | Escaños | Cambios (de 1969) |
| Partido Unionista del Úlster unionistas                     | Terence O'Neill   | 269.501      | 48,2% | 36      |                   |
| Unionistas independientes                                   |                   | 86.052       | 15,6% | 3       | +3                |
| Partido Laborista de Irlanda del Norte laboristas           | Tom Boyd          | 45.113       | 8,1%  | 2       |                   |
| Partido Nacionalista (Irlanda del Norte) nacionalistas      | Eddie MacAteer    | 42.305       | 7,6%  | 6       | -3                |
| Partido Democrático Nacional                                | Ciaran McKeown    | 26.009       | 4,6%  | 0       | -1                |
| Democracia Popular (Irlanda del Norte) demócratas populares | Benardette Devlin | 23.645       | 4,2%  | 0       |                   |
| Independientes                                              |                   | 21.977       | 3,9%  | 3       | +2                |
| Partido Unionista Protestante unionistas protestantes       | Ian Paisley       | 20.991       | 3,8%  |         |                   |
| Partido Republicano Laborista republicanos laboralistas     | Gerry Fitt        | 13.115       | 2,4%  | 1       |                   |
| Partido Liberal del Úlster liberales                        | Albert McElroy    | 7.337        | 1,3%  | 0       | -1                |
| Partido Progresista                                         |                   | 2.992        | 0,5%  | 0       |                   |